# ادوارد صافاریان
ادوارد آرامی صافاریان (ارمنی: Էդուարդ Արամի Սաֆարյան؛  زادهٔ ۲۳ آوریل ۱۹۲۳ - درگذشته ۱ دسامبر ۲۰۱۵) معمار سبک نوگرایی شوروی اهل ارمنستان بود.

## زندگی‌نامه
وی در ۲۳ آوریل ۱۹۲۳ در ایروان به دنیا آمد و از دانشگاه ملی پلی‌تکنیک ارمنستان (۱۹۵۱) فارغ‌التحصیل گشت. همچنین برندهٔ جوایزی همچون نشان آنانیا شیراکاتسی، معمار شایسته ارمنستان شوروی (۱۹۷۱) و جایزه دولتی ارمنستان شوروی شده است. وی در ۱ دسامبر ۲۰۱۵ در سن ۹۲ سالگی در ایروان درگذشت.

## یادداشت
1. ↑  Yerevannakhagits

## نگارخانه

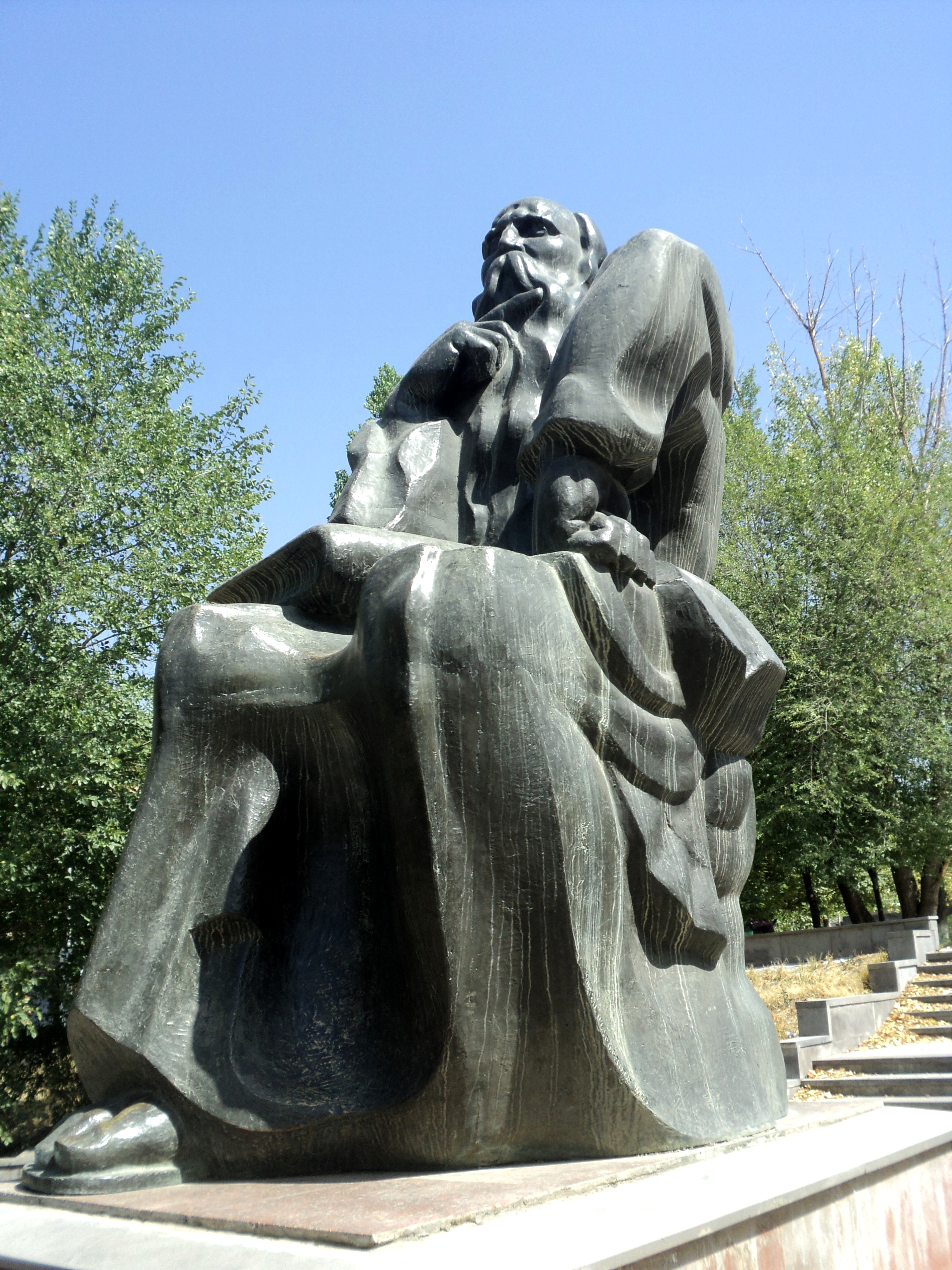
داویت آنهاقت